# مار مرجانی تگزاس
مار مرجانی تگزاس (نام علمی: Micrurus tener) نام یک گونه از تیره کفچه‌ماران است.
مار مرجانی تگزاس از مارهای سمی است اما برای فریب دادن محیط، از ترفند وانمایی استفاده کرده و ظاهر خود را شبیه به مار شیری مکزیک که غیرسمی است درآورده است.